# Hirtodrosophila lundstroemi
Hirtodrosophila lundstroemi är en tvåvingeart som först beskrevs av Oswald Duda 1935.  Hirtodrosophila lundstroemi ingår i släktet Hirtodrosophila och familjen daggflugor. Enligt den svenska rödlistan är arten otillräckligt studerad i Sverige. Arten förekommer i Götaland. Artens livsmiljö är skogslandskap. Inga underarter finns listade i Catalogue of Life.